# Жикины мемуары
«Жикины мемуары» (серб. Sulude godine, также употребляется, как «Безумные годы 9» или «Жикина династия 3») — югославский телефильм режиссера Зорана Чалича, девятая часть серии фильмов «Безумные годы» и продолжение предшественника — «Вторая Жикина династия». Премьера фильма состоялась по телевидению 3 октября 1988 года.
В отличие от предыдущих фильмов серии (включая 4-6 фильмы), «Жикины мемуары» не пользовались популярностью в Югославии и получили смешано-негативные отзывы критиков, ругавшие скучный сюжет, не запоминающихся героев, юмор, концовку и отсутствие персонажей Риалды Кадрич и Владимира Петровича. Несмотря на плохой приём, в 1992 году вышла десятая часть серии — «Жикина женитьба».

## Сюжет
После воссоединения Джика и Милана оказываются в больнице, которая сильно перегружена работой и находится в настоящем хаосе. Доктор Неделькович был назначен вынужденным управляющим. Жику и Милана учат, как выбраться из больницы. Их сопровождают безумный дирижер и пациент по имени Раеко, которого отравила его невестка.
Живорад Жика Павлович в девятой части серии фильмов он лежит в больницах с неправильно наложенным гипсом на руках. Насмотревшись на сумасшедших, они захотели быть сами себе неразлучными друзьями Милан сбегает из больницы с набором невероятно комичных сцен.
Милан Тодорович, после посещения деревни и отступления, он несчастен в больнице, где ему накладывают гипсовую повязку на здоровую ногу.
Светилав Бркий — веселый банкир, желающий другим только добра. Но однажды он с радостью убедился в собственных предрассудках, пережил нервный срыв и стал ведущей личностью в глазах иностранного дирижера Герберта фон Караяна. Вследствие нервного расстройства он попал в психиатрическую больницу, куда был помещен доктор Караян. Вместо того, чтобы лечить свой комплекс личности, он заработал болезни, которые привели к серии забавных сцен.
Доктор Неделькович Милутин — врач, который после двух лет консультаций, на своем отдыхе успешно помогает своим пациентам. Он был вынужден стать директором в одной из больниц Югославии. Он решил проблему своих пациентов, используя свой собственный непрофессиональный чек в прямом смысле слова.
Максим Филипови и Илья Несторович — местные полицейские, которые, согласно названию фильма, попадают в различные нелепые ситуации. Коллегиальность, о которой говорится в сюжете, выведена на первый план.
Елизавета — старшая медсестра в медицинской бригаде, и только она знает, что они — нимфы из любящей семьи Никки. Достигнув высшей ступени в своей профессии, она начинает проявлять повышенный сексуальный вовлечённость к субъектам противоположного пола, показывая себя нимфоманкой и оправдывая свою наивную натуру перед публикой.

## В ролях
- Драгомир Боянич Гидра — Живорад Жика Павлович
- Марко Тодорович — Милан Тодорович
- Елена Жигон — Елена Тодорович
- Никола Симич — Светислав Бркич/Герберт фон Караян, дирижер
- Велимир «Бата» Живоинович — доктор Неделькович/ доктор Смилянич
- Йован Яничиевич Бурдуш — Портер Спасое
- Майя Саблич — Медсестра Ники
- Милан Штрлич — Командир ополчения
- Ташко Начич — посыльный Райко Джокич
- Никола Коле Ангеловски — Максим Филипович / Мек Лауд
- Боро Степанович — Илия Несторович / Элиот Нес
- Срджан Пешич — Ассистент доктора Недельковича
- Татьяна Пужин — медсестра без врача
- Богдан Михайлович — усатый ополченец
- Младен Неделькович — ополченец Веселин
- Предраг Милинкович — пациент
- Ратко Танкосич — дежурный ополченец
- Ольга Познатов — женщина из больничной палаты
- Милован Тасич — больничный охранник
- Боголюб Петрович — врач Бржич
- Лиляна Йованович
- Зорица Атанасовска — медсестра
- Люба Павлович — ополченец Благой
- Томислав Трифунович

## Критика
Девятый фильм, «Жикины мемуары», получил смешано-негативный приём критиков, ругавшие скучный сюжет, не запоминающихся героев, юмор, концовку и отсутствие персонажей Риалды Кадрич и Владимира Петровича. На сайте IMDb фильм получил средний рейтинг в 5.9/10. Фильм не смог похвастаться большими успехами, потому следующий фильм сняли только через четыре года и опять-же сразу на телевидение.

## Продолжение
«Жикина женитьба» — югославская кинокомедия режиссера Зорана Чалича, премьера которой состоялась в 1992 году. Фильм представляет собой десятую и последнюю, на данный момент, часть популярного киносериала «Безумные годы». Съемки новых сцен были прерваны из-за смерти главного актера Драгомира Жидре Боянича в следующем году. Ввиду неуспеха предыдущего фильма, «Жикина женитьба» вышла по телевидению.